# The Egoist

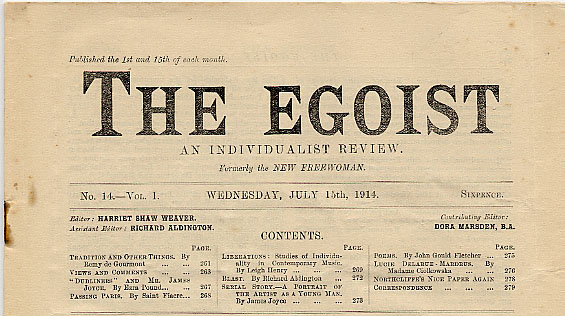
„The Egoist” z 14 lipca 1914

The Egoist – miesięczne czasopismo literackie wydawane w latach 1914–1919 w Londynie przez Harriet Shaw Weaver i Dorę Marsden.
Publikowano w nim wczesne prace m.in. Jamesa Joyce’a i T.S. Eliota. Założycielką i redaktorką pisma była Dora Marsden.
W latach 1914–1915 na łamach „The Egoist” powieść Portret artysty z czasów młodości (1916) opublikował w odcinkach James Joyce.